# روبي كونيغ
روبي كونيغ (بالإنجليزية: Robbie Koenig)‏ مواليد 5 يوليو 1971 في ديربان، هو لاعب كرة مضرب جنوب أفريقي سابق بدأ مسيرته كمحترف سنة 1992 وكان يلعب باليد اليمنى، اعتزل اللعب في 2005. أعلى تصنيف له في الفردي كان المركز الـ 262 في سنة 1992. أعلى تصنيف له في الزوجي كان المركز الـ 28 في سنة 2003.

## روابط خارجية
- روبي كونيغ على موقع رابطة محترفي التنس (الإنجليزية)
- روبي كونيغ على موقع الاتحاد الدولي لكرة المضرب (الإنجليزية)
- روبي كونيغ على موقع كأس ديفيز (الإنجليزية)
- روبي كونيغ على موقع خلاصة التنس.كوم (الإنجليزية)